# Armeria linkiana
Armeria linkiana är en triftväxtart som beskrevs av Nieto Fel. Armeria linkiana ingår i släktet triftar, och familjen triftväxter. Inga underarter finns listade i Catalogue of Life.